# کارلوس پیفارره
کارلوس پیفارره (انگلیسی: Carlos Pifarré؛ زادهٔ ۵ مهٔ ۱۹۹۰) بازیکن فوتبال اهل اسپانیا است.
از باشگاه‌هایی که در آن بازی کرده‌است می‌توان به باشگاه فوتبال آکسفورد سیتی و باشگاه فوتبال رئال مورسیا اشاره کرد.